# Antonov A-1
Antonov A-1 và các thiết kế liên quan là họ tàu lượn huấn luyện một chỗ, được sản xuất tại Liên Xô vào thập niên 1930 và 1940. Tất cả đều được bắt nguồn từ mẫu Standard-2 (Стандарт-2) (được thiết kế bởi Oleg Konstantinovich Antonov năm 1930), sau đó nó chuyển sang Standard-1.

## Biến thể
Trong mỗi trường hợp, "s" nghĩa là serii (серии – "series")
Mẫu thử
Standard-1 (Стандарт-1)
Standard-2 (Стандарт-2)
Uchebnyi (Учебный – "Huấn luyện")
U-s1 (У-с1)
U-s2 (У-с2)
U-s3 (У-с3)
U-s4 (У-с4)
Paritel'  (Паритель – "Sailplane") aka Upar (Упар, portmanteau of uchebnyi paritel'  – учебный паритель – "training sailplane")
P-s1 (П-с1)
P-s2 (П-с2)
Buksirovochnye (Буксировочные – "Towed")
B-s3 (Б-с3)
B-s4 (Б-с4)
B-s5 (Б-с5)

## Tính năng kỹ chiến thuật (A-1)
Dữ liệu lấy từ Krasil'shchikov 1991, 230
Đặc điểm tổng quát
- Kíp lái: 1
- Chiều dài: 5.60 m (18 ft 5 in)
- Sải cánh: 10.56 m (34 ft 8 in)
- Chiều cao: 1.70 m (5 ft 7 in)
- Diện tích cánh: 15.6 m2 (168 ft2)
- Trọng lượng rỗng: 92 kg (200 lb)
- Trọng lượng có tải: 164 kg (361 lb)

Hiệu suất bay
- Vận tốc cực đại: 70 km/h (40 mph)
- Vận tốc xuống: 1.2 m/s (240 ft/phút)